# Euprosopia semiarmata
Euprosopia semiarmata är en tvåvingeart som beskrevs av Malloch 1931. Euprosopia semiarmata ingår i släktet Euprosopia och familjen bredmunsflugor. Inga underarter finns listade i Catalogue of Life.